# Can'tneverdidnothin'
Can'tneverdidnothin' è il sesto album studio della cantante Nikka Costa, pubblicato dalla Virgin Records nel 2004.

## Tracce
1. Till I Get To You – 3:17
2. Can'tneverdidnothin – 3:10
3. Fooled Ya Baby – 4:33
4. I Gotta Know – 4:46
5. Around The World – 5:22
6. Swing It Around – 3:15
7. Funkier Than A Mosquita's Tweeter – 3:45
8. On & On – 2:53
9. Hey Love – 4:02
10. Fatherless Child – 7:12